# 彼泽·默勒
彼泽·默勒（丹麥語：Peder Møller，1891年8月7日—1972年12月16日），丹麦男子竞技体操运动员。他曾代表丹麦获得1920年夏季奥运会体操比赛男子团体自由式金牌。他于1972年在哥本哈根去世。